# Lokalratswahlen in Sierra Leone 2023
Die Lokalratswahlen in Sierra Leone 2023 fanden gemeinsam mit der Parlaments- und Präsidentschaftswahl am 24. Juni 2023 statt. Gewählt wurden die Lokalräte.
Gewählt wird alle fünf Jahre mit einfacher Mehrheit per Direktwahl jeweils ein politischer Vertreter als Councillor pro Ward (zu deutsch etwa Abteilung). Diese Councillor bilden zusammen jeweils die Verwaltung einer der 19 Lokalverwaltungen (englisch Councils). Derzeit (Stand März 2014) gibt es landesweit 394 Wards.

## Wahlergebnis
Quelle

### Eastern Province
| Kailahun | Kailahun | Kailahun            | Kailahun |  | Kenema       | Kenema  | Kenema              | Kenema |  | Kono   | Kono    | Kono                | Kono  |
| Partei   | Stimmen  | Stimmenanteile in % | Sitze    |  | Partei       | Stimmen | Stimmenanteile in % | Sitze  |  | Partei | Stimmen | Stimmenanteile in % | Sitze |
| -------- | -------- | ------------------- | -------- |  | ------------ | ------- | ------------------- | ------ |  | ------ | ------- | ------------------- | ----- |
| SLPP     | 147.811  | 92,92               |          |  | SLPP         |         |                     |        |  | SLPP   |         |                     |       |
| APC      | 11.260   | 7,08                |          |  | APC          |         |                     |        |  | APC    |         |                     |       |
|          |          |                     |          |  | Mohamed Sama | 1.036   | 0,62                |        |  | PMDC   |         |                     |       |

### Northern Province
| Bombali | Bombali | Bombali             | Bombali |  | Falaba | Falaba  | Falaba              | Falaba |  | Koinadugu        | Koinadugu | Koinadugu           | Koinadugu |  | Tonkolili          | Tonkolili | Tonkolili           | Tonkolili |
| Partei  | Stimmen | Stimmenanteile in % | Sitze   |  | Partei | Stimmen | Stimmenanteile in % | Sitze  |  | Partei           | Stimmen   | Stimmenanteile in % | Sitze     |  | Partei             | Stimmen   | Stimmenanteile in % | Sitze     |
| ------- | ------- | ------------------- | ------- |  | ------ | ------- | ------------------- | ------ |  | ---------------- | --------- | ------------------- | --------- |  | ------------------ | --------- | ------------------- | --------- |
| APC     |         |                     |         |  | SLPP   | 19.747  | 51,78               |        |  | APC              | 32.594    | 61,81               |           |  | APC                | 123.012   | 82,34               |           |
| SLPP    |         |                     |         |  | APC    | 16.060  | 42,11               |        |  | SLPP             | 16.408    | 31,11               |           |  | SLPP               | 18.666    | 12,49               |           |
| ADP     |         |                     |         |  | NGC    | 1.260   | 3,30                |        |  | Alusine Mansaray | 1.419     | 2,69                |           |  | Sullay Bangura     | 3.037     | 2,03                |           |
| CDP     |         |                     |         |  | NDA    | 1.070   | 2,81                |        |  | NGC              | 1.393     | 2,64                |           |  | Kadiatu Fullah     | 1.208     | 0,81                |           |
| PLP     |         |                     |         |  |        |         |                     |        |  | CDP              | 922       | 1,75                |           |  | Abass Fullah       | 1.009     | 0,68                |           |
|         |         |                     |         |  |        |         |                     |        |  |                  |           |                     |           |  | Fatmata Turay      | 701       | 0,47                |           |
|         |         |                     |         |  |        |         |                     |        |  |                  |           |                     |           |  | Adamsay Tarawallie | 295       | 0,20                |           |
|         |         |                     |         |  |        |         |                     |        |  |                  |           |                     |           |  | Adamsay Kargbo     | 294       | 0,20                |           |
|         |         |                     |         |  |        |         |                     |        |  |                  |           |                     |           |  | Kadiatu Conteh     | 175       | 0,12                |           |

### North West Province
| Kambia | Kambia  | Kambia              | Kambia |  | Karene | Karene  | Karene              | Karene |  | Port Loko | Port Loko | Port Loko           | Port Loko |
| Partei | Stimmen | Stimmenanteile in % | Sitze  |  | Partei | Stimmen | Stimmenanteile in % | Sitze  |  | Partei    | Stimmen   | Stimmenanteile in % | Sitze     |
| ------ | ------- | ------------------- | ------ |  | ------ | ------- | ------------------- | ------ |  | --------- | --------- | ------------------- | --------- |
| APC    | 46.153  | 64,48               |        |  | APC    | 62.780  | 84,84               |        |  | APC       |           |                     |           |
| SLPP   | 19.265  | 26,92               |        |  | SLPP   | 11.218  | 15,16               |        |  |           |           |                     |           |
| NGC    | 6.158   | 8,60                |        |  |        |         |                     |        |  |           |           |                     |           |

### Southern Province
| Bo            | Bo      | Bo                  | Bo    |  | Bonthe | Bonthe  | Bonthe              | Bonthe |  | Moyamba | Moyamba | Moyamba             | Moyamba |  | Pujehun        | Pujehun | Pujehun             | Pujehun |
| Partei        | Stimmen | Stimmenanteile in % | Sitze |  | Partei | Stimmen | Stimmenanteile in % | Sitze  |  | Partei  | Stimmen | Stimmenanteile in % | Sitze   |  | Partei         | Stimmen | Stimmenanteile in % | Sitze   |
| ------------- | ------- | ------------------- | ----- |  | ------ | ------- | ------------------- | ------ |  | ------- | ------- | ------------------- | ------- |  | -------------- | ------- | ------------------- | ------- |
| SLPP          |         |                     |       |  | SLPP   |         |                     |        |  | SLPP    | 86.519  | 77,15               |         |  | SLPP           | 35.096  | 94,53               |         |
| APC           |         |                     |       |  | APC    |         |                     |        |  | APC     | 21.604  | 19,26               |         |  | APC            | 4.145   | 4,12                |         |
| PMDC          |         |                     |       |  |        |         |                     |        |  | NGC     | 2.617   | 2,33                |         |  | Jusu Massaquoi | 1.353   | 1,35                |         |
| Patrick Amadu |         |                     |       |  |        |         |                     |        |  | CDP     | 1.407   | 2,15                |         |  |                |         |                     |         |

### Western Area
| Western Area Rural | Western Area Rural | Western Area Rural  | Western Area Rural |  | Western Area Urban | Western Area Urban | Western Area Urban  | Western Area Urban |
| Partei             | Stimmen            | Stimmenanteile in % | Sitze              |  | Partei             | Stimmen            | Stimmenanteile in % | Sitze              |
| ------------------ | ------------------ | ------------------- | ------------------ |  | ------------------ | ------------------ | ------------------- | ------------------ |
| APC                | 170.122            | 56,17               |                    |  | APC                | 300.958            | 55,35               |                    |
| SLPP               | 130.631            | 42,85               |                    |  | SLPP               | 240.066            | 44,15               |                    |
| Unabh.             | 2.054              | 0,67                |                    |  | PDP                | 2.743              | 0,50                |                    |
| PDP                | 954                | 0,31                |                    |  |                    |                    |                     |                    |